# Аль-Джабаль, Фати
Фати Аль-Джабаль (араб. فتحي جبال‎, фр. Fathi Al-Jabal; 25 февраля 1963, Керкенна, Тунис) — тунисский футбольный тренер.

## Карьера
Фати начал свою тренерскую карьеру в 2006 году, став главным тренером в саудовском клубе «Наджран». Он пробыл на этой должности один год, а в 2007 году отправился в «Хаджер», где также проработал около года. В 2008 году Фати возглавил «Аль-Фатех» и провёл в нём около шести лет, покинув его в 2014 году. Следующей командой тренера стал эмиратский «Аджман». Через год Фати вернулся в Саудовскую Аравию.